# ムバーラク・シャー (チャガタイ家)
ムバーラク・シャー（ペルシア語：مبارک شاه Mubārak Shāh、生没年不詳）は、チャガタイ家の第8代当主で第4代カン（在位：1266年）。本来はチャガタイ・ウルス君主の座を受け継ぐ正統な血統の出であったが、アルグとバラクの簒奪を経て影響力を失い、チャガタイ・ウルス君主に返り咲くことなく一生を終えた。

## 生涯
父は第2代君主カラ・フレグ。監国として国政を執ったオルガナを母に持つ。イスラム教徒であり、篤実で公正な人物と伝えられる。ムバーラク・シャーの即位は慣例に従った地であるイリ河畔のオルドではなく、イスラーム文化の中心地であるアングレン河畔で行われた。しかし、ムバーラク・シャーの改宗がウルス全体に影響を及ぼしたかについては疑問視されている。
母のオルガナはアルグによって廃位された後にそのアルグの妃になり、アルグにチャガタイ家の当主となる大義名分と引き換えに、ムバーラク・シャーの後継者としての地位を確保した。1266年にアルグが死去すると、チャガタイ家内部の総意によって当主に選出された。しかし、中央アジアとチャガタイ家の統制を図るクビライが、彼に近侍していたバラクをムバーラク・シャーの共同統治者として派遣すると事態は変化する。ムバーラク・シャーはバラクによって廃位され、ケシクの鷹匠（シバウチ）に落とされた。
バラク没後はアルグの遺児のカバン、チュベイ兄弟と共にオゴデイ家のカイドゥの元に投じ、彼を「アカ」（モンゴル語で「兄」を意味する）に奉じて、チャガタイ家の指導者として推戴した。その後、経緯は不明であるがカイドゥによってガズナ方面（現在のアフガニスタン東部）に派遣され、現地でモンゴル兵と現地民の混血集団であるカラウナス（ニークダーリヤーン）軍団を率いるようになった。ムバーラク・シャーはフレグ・ウルスやデリー・スルタン朝に対する抑えとしてこの方面に派遣されたようであるが、1276年8月下旬（ヒジュラ暦675年ラビーア月初旬）にケルマーン方面に侵攻した際に戦死してしまったという。
ムバーラク・シャーの死後、その息子たちがカラウナス軍団の指揮を引き継いだようであるが、何らかの理由でカイドゥと対立し、1279年7月（ヒジュラ暦678年ラビーア・アル＝アウワル月）にフレグ・ウルスのアバカ・ハンがホラーサーン地方のヘラートに来た時にカラウナス軍団を率いて投降している。